# Wołodymyr Kuc
Wołodymyr Petrowycz Kuc, ukr.: Володимир Петрович Куц, także Władimir Pietrowicz Kuc (ros.: Владимир Петрович Куц (ur. 7 lutego 1927 w miejscowości Ołeksine w rejonie trościańskim na Ukrainie, zm. 16 sierpnia 1975 w Moskwie) – ukraiński  lekkoatleta startujący w reprezentacji Związku Radzieckiego, długodystansowiec, dwukrotny mistrz olimpijski z 1956.

## Życiorys
Brał udział w II wojnie światowej od 1943 w jednostkach artylerii. Po wojnie służył we Flocie Bałtyckiej, dochodząc do stopnia starszyny I rangi (odpowiednika starszego sierżanta).
Bieganiem zajął się systematycznie od 1948. Stał się znany na arenie międzynarodowej, kiedy niespodziewanie zdobył złoty medal na 5000 metrów podczas Mistrzostw Europy w 1954 w Bernie, wygrywając m.in. z Christopherem Chatawayem i Emilem Zátopkiem. Ustanowił wówczas rekord świata (13:56,6). Utracił ten rekord w tym samym roku na rzecz Chatawaya, ale odzyskał go zaledwie 10 dni później. W 1955 ponownie utracił rekord świata na rzecz Węgra Sándora Iharosa, odzyskał, po czym znów utracił.
11 września 1956 w Moskwie pobił rekord świata w biegu na 10 000 metrów (28:30,4), który przetrwał do 1960. Podczas igrzysk olimpijskich w 1956 w Melbourne zdecydowanie wygrał zarówno bieg na 5000 metrów (przed Brytyjczykami Gordonem Pirie i Derekiem Ibbotsonem), jak i na 10 000 metrów (przed Węgrem Józsefem Kovácsem i Australijczykiem Allanem Lawrence’em), powtarzając tym samym wyczyn Zátopka z poprzednich igrzysk.
13 października 1957 w Rzymie poprawił rekord świata w biegu na 5000 metrów osiągając czas 13:35,0. Rekord ten przetrwał on aż do 1965, kiedy to poprawił go Ron Clarke. Wkrótce potem, w 1959, zakończył karierę zawodniczą z powodów zdrowotnych.
Był mistrzem Związku Radzieckiego w biegu na 5000 metrów w latach 1953–1957, w biegu na 10 000 metrów w latach 1953–1956 oraz w biegu przełajowym na 8 kilometrów w 1957, a także wicemistrzem w biegu na 10 000 metrów w 1957.
Po zakończeniu kariery pracował jako trener, przez co później zaczął zmagać się z otyłością i nadużywaniem alkoholu. Zmarł w wieku 48 lat po zażyciu znacznej liczby środków nasennych i popiciu ich alkoholem.
Został pochowany na Cmentarzu Przemienienia Pańskiego w Moskwie.

## Odznaczenia
Wołodymyr Kuc otrzymał następujące odznaczenia:
- Order Lenina (1957)
- Zasłużony Mistrz Sportu ZSRR (1954)
- Medal jubileuszowy „Za dzielną pracę. W upamiętnieniu 100-lecia urodzin Władimira Iljicza Lenina”
- Medal „Weteran pracy”
- Medal jubileuszowy „Dwudziestolecia zwycięstwa w Wielkiej Wojnie Ojczyźnianej 1941–1945”
- Medal jubileuszowy „Trzydziestolecia zwycięstwa w Wielkiej Wojnie Ojczyźnianej 1941–1945”
- Medal „W upamiętnieniu 250-lecia Leningradu”